# Nípsfjörður
Der Nípsfjörður ist eine Bucht im Osten von  Island im Fjord Vopnafjörður.
Diese Bucht liegt westlich des Ortes Vopnafjörður und der Landzunge Kolbeinstangi. Die Bucht ist 3 Kilometer breit und reicht etwa 1600 Meter weit ins Land. Die innere Küste bildet der Nípssandur der den dahinterliegenden Nípslón fast ganz vom offenen Meer abtrennt. Diese Lagune reicht fast 6 Kilometer weiter ins Land, fast so weit wie der Vopnafjörður. Diese Lagune wird vom Norðausturvegur  überquert. In die Lagune mündet der Fluss Vesturá. In älteren Landkarten wird die Bucht noch Nýpsfjörður geschrieben, was aber an der Aussprache nichts ändert.